# Oswald de Kerchove de Denterghem
Oswald Charles Eugène Marie Ghislain de Kerchove de Denterghem (Gante, 1 de abril de 1844 - 20 de marzo de 1906) fue un naturalista, y político liberal belga.
Fue una autoridad internacionalmente reconocida en el estudio de palmas y orquídeas.
Hijo del alcalde de Gante Charles de Kerchove de Denterghem, fue abogado y llegó a ser senador liberal y gobernador de la provincia de Henao desde 1878 hasta 1884.

## Algunas publicaciones
- oswald de Kerchove de Denterghem. Les palmiers histoire iconographinque, Paris, publicado por J. Rothschild, 1878.[3]
- oswald de Kerchove de Denterghem. Le Livre des Orchidées, 1894.[4]

- La abreviatura «Kerch.» se emplea para indicar a Oswald de Kerchove de Denterghem como autoridad en la descripción y clasificación científica de los vegetales.[5]